# ماير هاثورن
ماير هاثورن (بالإنجليزية: Mayer Hawthorne)‏ هو مغني ومغن مؤلف ومنتج أسطوانات ودي جيه أمريكي، ولد في 2 فبراير 1979 في آن آربر في الولايات المتحدة.

## وصلات خارجية
- الموقع الرسمي
- ماير هاثورن على موقع IMDb (الإنجليزية)
- ماير هاثورن على موقع ميوزك برينز (الإنجليزية)
- ماير هاثورن على موقع ميوزك برينز (الإنجليزية)
- ماير هاثورن على موقع رولينغ ستون (الإنجليزية)
- ماير هاثورن على موقع أول ميوزيك (الإنجليزية)
- ماير هاثورن على موقع ديسكوغز (الإنجليزية)